# Travsport

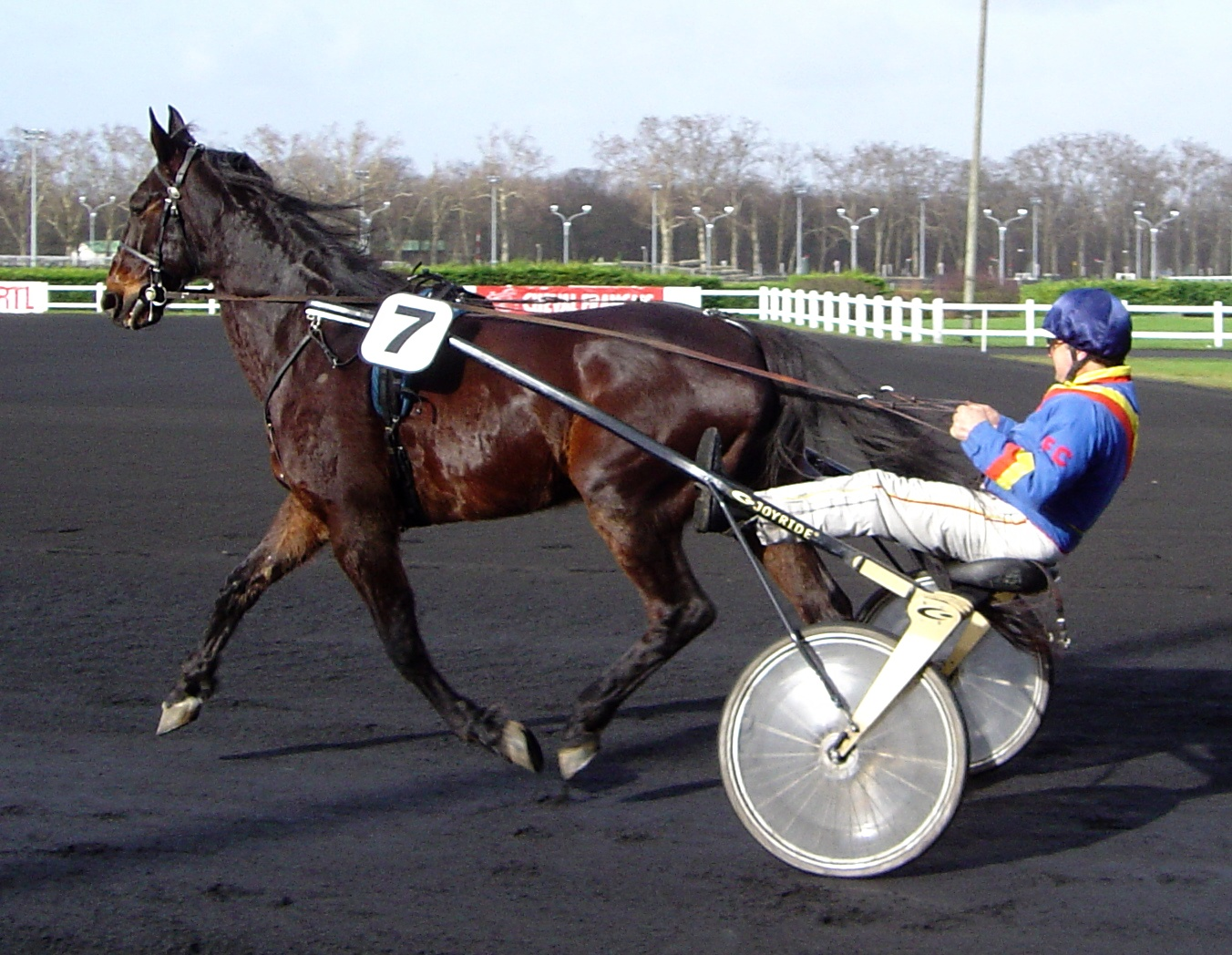
Travhäst med sulky och kusk.

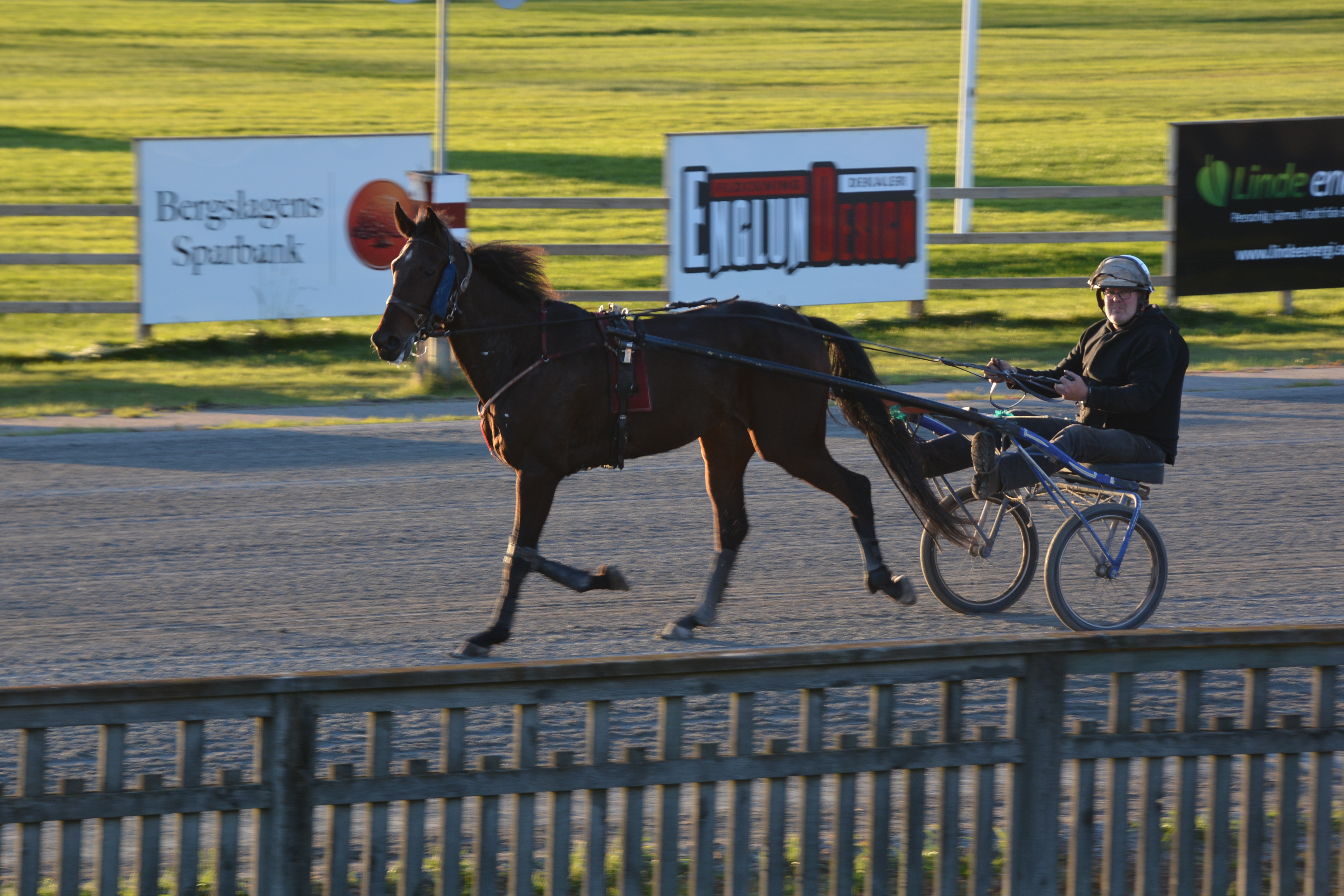
Träning av travhäst, Fornaboda travbana

Travsport är körning med sulky (vagn med två hjul) där man kör lopp på för det mesta ovala banor med ekipage som består av hästar och kuskar, som sitter i sulkyer. Hästarna ska använda sig av gångarten rent trav. Några galoppsteg kan vara tillåtna i vissa länder.
Inom travsporten anordnas även tävlingar i monté, där man rider travhästarna i stället för att köra dem i sulky.

## Historik
De första organiserade travtävlingarna etablerades under 1800-talet i bland annat Frankrike och USA. Trav är numera en stor sport i bland annat Skandinavien, USA, Kanada, Frankrike, Italien, Tyskland, Australien och Nya Zeeland.

## Trav i världen

### Travländer
De tre största travländerna i världen är Frankrike, Sverige och USA. Dock har exempelvis galoppen mycket större andel av både publik och tränare samt fler banor i USA. I USA, där det finns över 70 större travbanor, avgörs dessutom tre fjärdedelar av alla travlopp med passgångare, till skillnad mot i Sverige där i princip alla travlopp utförs med diagonaltrav. I övriga europeiska länder finns trav bland annat i övriga norden: i Norge, Danmark och Finland finns årliga storlopp som Oslo Grand Prix, Copenhagen Cup och Finlandialoppet. Trav finns även i Belgien, Nederländerna och Tyskland med tävlingar varje vecka. Även i Italien finns ett antal travbanor, men travet har där på senare tid varit på kraftig nedgång. Även Malta har en travbana i huvudstaden Valletta. Mallorca i Spanien har också ett antal travbanor.

#### Trav i Sverige
Några av de större och mer kända svenska travbanorna är Solvalla, Åbytravet, Bergsåker, Axevalla travbana och Jägersro. Totalt körs det i Sverige trav på 33 olika banor, från Boden i norr till Malmö i söder.

### Internationella storlopp
I USA körs varje år i början av augusti Hambletonian Stakes, ett lopp för treåriga hästar som räknas som världens största treåringslopp i världen vid sidan av de svenska och franska kriterieloppen.
I Frankrike körs varje år i slutet av januari Prix d'Amérique, ett lopp för äldre hästar. Loppet körs på Vincennesbanan utanför Paris över distansen 2 700 m och räknas som världens största långdistanslopp. Genom åren har flera svenska hästar vunnit loppet, bland annat Queen L med Stig H Johansson, Ina Scot med Helen A Johansson, Gigant Neo med Dominiek Locqueneux, Maharajah med Örjan Kihlström och Readly Express med Björn Goop.

### Nordiska mästerskap
Nordiskt mästerskap för kallblod har ordnats sedan 1978, för nordiska kallblodsraser. Fram till 1997 ordnades mästerskapet turvis i Finland, Norge och Sverige. År 1998 och 1999 avgjordes mästerskapet i tävlingar i alla tre länder. Efter några års paus har mästerskapet sedan 2006 ordnats på travbanan i Skogsbacka (finska: Metsämäki) i Åbo.

### Svenska storlopp
De största travloppen i Sverige anses vara de årliga Elitloppet, Olympiatravet, Hugo Åbergs Memorial, Åby Stora Pris och Sundsvall Open Trot. Dessutom körs varje säsong olika "årgångslopp", lopp för hästar som är 3 eller 4 år gamla; där kan nämnas Kriteriet, Derbyt, E3-loppen, Breeders' Crown, Drottning Silvias Pokal, Konung Gustaf V:s Pokal och Sprintermästaren.
Även kallblod tävlar i Sverige, på både V65 och V75, i särskilda lopp för kallblod.

## Utbildning

### Travskola
Runt om på landets travbanor finns travskolor. Kurserna hålls terminsvis där varje lektionstillfälle är på två timmar. Eleverna får tid att lära känna hästar och ponnyer, kunskap i hur man tar hand om en häst på bästa sätt samt träna på att köra.

## Hästar

### Raser
- Amerikansk travare
- Fransk travare
- Kallblodstravare
- Orlovtravare
- Rysk travare
- Gotlandsruss
- Welshponny
- Shetlandsponny

Se även artikeln travhäst för mer fakta om varmblodstravare och kallblodstravare.

### Åldrar
Varmblodiga travare får börja tävla när de är två år. Ston tävlar till och med det år de fyller tio och hingstar och valacker till och med det år de fyller fjorton. Kallblodstravare tävlar till och med det år de fyller 15. Ponnytravet har helt andra regler för ålder. Där får man kvala när ponnyn är tre år och köra ett lopp per tävlingsdag med en treåring. När ponnyn är mellan 4 och 18 år får den tävla två gånger per tävlingsdag.

### Priser
För sina prestationer erhåller de tävlande hästarna prispengar i varierande omfattning vilket belastar hästen som startprissumma. I vissa lopp förekommer också särskilda hederspriser i form av pokaler eller dylikt. Desto högre startprissumma en häst har desto bättre häst är det (förmodligen) och i desto högre division startar den. Ostartade hästar eller hästar som inte har tjänat några pengar startar i så kallade Noll-lopp.

### Kvallopp
Från att hästen är 2 år kan den delta i ett kvallopp.
För att vara startberättigad i totalisatorlopp skall häst odiskvalificerat ha genomfört minst ett så kallat kvallopp inom en viss tid innan. Hästen ska då också göra en viss tidsprestation för att bli godkänd. Detta är en säkerhet, så att hästar som inte är reda för att tävla inte ska tävla.

### Propositioner[3]
Propositioner skrivs ut för varje lopp och anger förutsättningarna för loppen som distans, startmetod, startprissummor, kuskar, hästars ålder och kön.
Travet har ingen motsvarighet till galoppens handicapsystem (där vikter används). I stället jämnas förutsättningarna ut på ett antal andra sätt, till exempel genom att hästar som sprungit in mycket pengar startar med tillägg. Det är även vanligt att lopp bara är öppna för hästar som ha sprungit in pengar i ett visst intervall. Många lopp är också bara öppna för hästar som är 2–4 år gamla.
De flesta lopp är det möjligt att anmäla hästen till. Ett fåtal lopp är så kallade inbjudningslopp, till exempel Elitloppet, Åbys Stora Pris och Hugo Åbergs Memorial.

## Utrustning

### Skoinformation
| Skor fram | Skor bak |

| Skor fram | Inga skor bak |

| Inga skor fram | Skor bak |

| Inga skor fram | Inga skor bak |

Då skoinfo fortfarande står inom parentes, har hästens tränare ännu inte anmält balans på hästen.
När röd färg används i symbolerna för skoinformation, är det för att visa att hästens balans är ändrad sedan förra starten.

## Tävlingsformat

### Distanser
- 1 640 m - 2 140 m - 2 640 m - 3 140 m (så kallade grunddistanser), även 1 140 m i ponnytrav.
- 1 609 m (1 engelsk mil) förekommer ibland, till exempel i stora lopp som Elitloppet och Sprintermästaren. Tingsryds travbana som är den enda bana som mäter 1609 m i Sverige kör också över denna distans.
- De flesta travbanor mäter 1 000 meter i omkrets med olika längd på raksträckorna från bana till bana[4]. Ett fåtal banor mäter 800 m i omkrets, till exempel Åmål och Karlshamn och där kör man över andra distanser som till exempel 1 680 m, 1 700 m, 2 100 m, 2 480 m ...
- Det verkliga styrkeprovet utgörs med ett fåtal lopp över 4 000 m och brukar kallas "Fyra kilometer".
- "Supersprinterdistansen" 1 140 m är ytterligare en variant som förekommer då och då.

### Startmetoder, tillägg och handicap
Det förekommer i huvudsak två startmetoder, autostart (bilstart) och voltstart. 
- Autostart utförs med en speciell startbil som har ut- och infällbara vingar vilka täcker 8 startspår bredvid varandra. De deltagande ekipagen samlas bakom startbilen innan starten går och startbilen accelererar sedan i jämn fart fram till startplatsen, där bilen släpper startfältet och kör ifrån hästarna. 8 hästar får således rum i främre ledet bakom startbilen. Propositioner för lopp skrivs emellertid ut för fler hästar, upp till 12 stycken. Vid 12 startande startar nummer 9–12 i ett andra led bakom det första, varvid kuskarna har att välja på två spår vardera efter principen 9:an bakom 1:an eller 2:an och så vidare. Vid otjänliga banförhållanden används inte startbil utan istället linjestart som i princip går till på samma sätt som med autostart. Inget ekipage får då passera hästen med startspår nummer 1 innan startlinjen har passerats.
- Voltstart utförs på så sätt att hästar voltar i högervarv och styrs av en 'huvudstarters' kommandon: Klart-ett-två-kör. Hästarna ska volta på ett sådant sätt att, när kommandot 'kör' kommer, alla hästarna befinner sig på sina startspår i startriktningen och vid startlinjen. En volt innehåller högst 5 hästar och ett lopp innehåller högst 12 hästar över samma startdistans där hästarna 6–12 voltar bakom den första volten (1–5). I den andra volten voltar nr 6 och nr 7 sist för att kunna vända upp tidigare mot startlinjen – så kallat springspår. Dessa hästar kan på det viset få en viss fördel genom en flygande start. Hästarna 8–12 startar i andra ledet med 8:an bakom nummer 1, 9:an bakom nummer 2 och så vidare.
- Tillägg förekommer i voltstart då fler än 12 hästar tillåts starta i samma lopp, dock högst 15. Vanligast är tillägg i 20-metersintervaller, och hästar med tillägg har vanligtvis tjänat mer pengar än de hästar som står på grunddistansen.
- Handicaplopp förekommer då och då där hästar placeras efter andra kriterier än sina intjänade pengar.

## Hästkapplöpning – monté (travridning)
Tävling i monté går till på samma sätt som travlopp enligt ovan fast hästen har ryttare på ryggen i stället för att dra sulky med kusk. Montétävlingar är en del av travsportens utveckling. Monténs ursprung finns i Frankrike där den funnits i 200 år. Hästkapplöpningar i travridning började i Sverige i större utsträckning 2004 då totalisatortillstånd beviljades.

## Hästkapplöpning – passgångare
En variant av trav som innebär att samma sidas fötter lyfts samtidigt kallas passgång. För hästar med passgång som naturlig gångart förekommer tävlingar i vissa länders travsport. I Nordamerikansk travsport är tävlingar för passgångare – där man i regel länkar ihop hästens ben (på samma sida) med remmar så att normalt trav är omöjligt – vanligare än lopp för "regelrätta" travare. Lopp för passgångare förekommer dock inte i Sverige, mest beroende på att vår djurskyddslagstiftning är strängare än motsvarande i USA.
Den mest vinstrika amerikanska standardhästen i världen (till 1 januari 2019) är passgångaren Foiled Again, som sprang in 7 635 588 dollar under sin tävlingskarriär. Han tränades av Ron Burke.

## Kända hästar
- Järvsöfaks
- Varenne
- Victory Tilly
- Ideal du Gazeau
- Ourasi
- Ina Scot
- Rex Rodney
- Mack Lobell
- Queen L.
- Legolas
- Ego Boy
- Zoogin
- Copiad
- Nuncio
- Bold Eagle
- Timoko
- On Track Piraten
- Ringostarr Treb
- Callit